# Bassiano (Lácio)
Bassiano é uma comuna italiana da região do Lácio, província de Latina, com cerca de 1.614 habitantes. Estende-se por uma área de 31 km², tendo uma densidade populacional de 52 hab/km². Faz fronteira com Carpineto Romano (RM), Norma, Sermoneta, Sezze.

## Demografia
| Variação demográfica do município entre 1861 e 2011                               |
|                                                                                   |
| Fonte: Istituto Nazionale di Statistica (ISTAT) - Elaboração gráfica da Wikipedia |